# Bantam (hönsras)

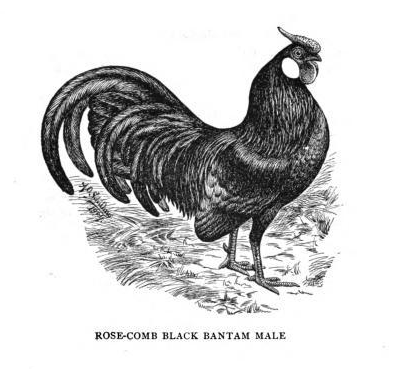
Bantamtupp

Bantam är en dvärghönsras som kom till Europa i mitten av 1800-talet från Java i Indonesien. Den är en urdvärg, det vill säga en av de riktigt gamla dvärghönsraserna. Sitt namn har rasen fått efter hamnstaden Bantam på Java, från vilken den först skeppades ut. På engelska har ordet bantam betydelsen "dvärghöns". Rasen är inte särskilt bra som värphöna, utan är mer en hobbyras, bland annat för utställning. Bantam har även ingått i avelsarbete för att ta fram andra hönsraser.
Bantam förekommer i flera olika färgvarianter. En höna väger omkring 500 gram och en tupp väger omkring 600 gram. Äggen är vita och väger ungefär 25 gram. Hönornas ruvlust kan skilja sig mycket åt mellan olika individer, en del ruvar, andra har svag ruvlust och ruvar inte. Om en höna ruvar fram kycklingar ser hon efter dessa väl.
Till sitt sätt är bantam aktiva höns som har bra flygförmåga. Om de hålls i inhägnad utomhus behövs därför ofta nät även över inhägnaden. De blir lätt tama och individerna är ofta sällskapliga av sig.

## Färger
- Svart/silverbröstad
- Blå kanttecknad
- Blå/guldhalsad
- Gul
- Gul/columbia
- Guldhalsad
- Grå tvärrandig
- Vit/columbia
- Orangehalsad
- Porslinsfärgad
- Silver/vaktelfärgad
- Silverhalsad
- Svart
- Svart/guldhalsad
- Svart/silverhalsad
- Svart/vitfläckig
- Viltfärgad
- Vit